# Маринхаген
Маринхаген (њем. Marienhagen) општина је у њемачкој савезној држави Доња Саксонија. Једно је од 40 општинских средишта округа Хилдесхајм. Према процјени из 2010. у општини је живјело 853 становника. Посједује регионалну шифру (AGS) 3254039.

## Географски и демографски подаци
Маринхаген се налази у савезној држави Доња Саксонија у округу Хилдесхајм. Општина се налази на надморској висини од 179 метара. Површина општине износи 6,2 km². У самом мјесту је, према процјени из 2010. године, живјело 853 становника. Просјечна густина становништва износи 137 становника/km².